# Arthur Golding
Arthur Golding (c. 1536 – maggio 1606) è stato un traduttore inglese, noto per aver realizzato la prima traduzione integrale delle Metamorfosi di Ovidio in lingua inglese.

## Biografia

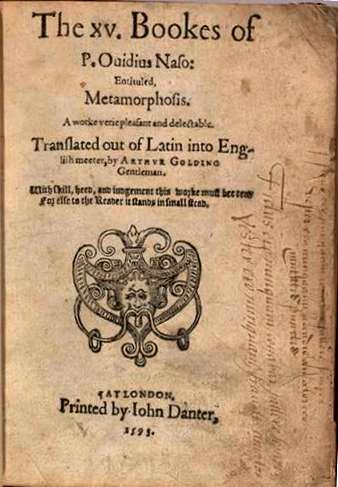
La sua traduzione delle Metamorfosi in un'edizione del 1593

Nacque nell'Anglia orientale intorno al 1536, secondogenito di John Golding e della seconda moglie Ursula. Rimase orfano di padre all'età di undici anni e nel 1548 la sorellastra Margery divenne la seconda moglie di John de Vere, XVI conte di Oxford. Successivamente entrò in servizio presso il Lord protettore Edward Seymour, I duca di Somerset, mentre nel 1552 fu ammesso al Jesus College dell'Università di Cambridge. Nel 1558 fu eletto in Parlamento, probabilmente grazie all'influenza del cognato. Pur avendo ereditato delle proprietà dopo la morte del fratello maggiore Henry nel 1576, Golding ebbe grandi problemi di debiti durante gli anni 1580 e 1590, tali da finire anche in prigione. Intorno al 1575 sposò la moglie Ursula, da cui ebbe otto figli e che gli sarebbe sopravvissuta di quattro anni. Morì nel maggio 1606.

## Attività letteraria
Nel corso della sua vita Golding tradusse opere, sermoni e commentari di numerosi riformatori protestanti, tra cui Heinrich Bullinger, Teodoro di Beza e Philippe Duplessis-Mornay. Devoto calvinista, tradusse in inglese numerosi sermoni di Calvino, nonché i suoi commentari in latino sui salmi (1571), sulla Lettera ai Galati, sulla Lettera agli Efesini, sul Deuteronomio e sul Libro di Giobbe. Realizzò anche le traduzioni inglesi del De bello italico adversus Gothos di Leonardo Bruni, delle Cronache di Froissart e delle Favole di Esopo, ma anche dei Commentarii de bello Gallico di Cesare (1565), del De Beneficiis di Seneca (1578), del De chorographia di Pomponio Mela (1585) e della Collectanea rerum memorabilium di Gaio Giulio Solino (1587).
Tuttavia, il suo contributo fondamentale allo sviluppo della letteratura elisabettiana è dovuto alla sua traduzione, la prima integrale in lingua inglese, delle Metamorfosi di Ovidio. Iniziò a lavorare all'opera nei primi anni 1560, pubblicandone i primi quattro libri nel 1565 (The Fyrst Fower Bookes of P. Ovidius Nasos Worke, Entitled Metamorphosis, Translated Oute of Latin into Englishe Meter); due anni più tardi, nel 1567, avrebbe pubblicato l'edizione estesa con tutti e dodici libri. La sua traduzione metrica in doppi settenari fu enormemente popolare, tanto da essere ristampata più volte nel 1575, nel 1587, nel 1603 e nel 1612. La sua traduzione è stata letta dai maggiori scrittori elisabettiani e la sua influenza è stata individuata nelle pagine de La regina delle fate di Edmund Spenser, nel Tamerlano il Grande ed Edoardo II di Christopher Marlowe e nell'opera di Shakespeare. Ezra Pound lo ha definito "il più bel libro in lingua inglese".